# Copa América de Futsal Femenina
La Copa América de Futsal Femenina, estilizado como CONMEBOL Copa América Futsal Femenina y anteriormente conocida como el Sudamericano Femenino de Futsal (en portugués:  Campeonato Sul-Americano de Futsal Feminino) es una competición internacional de fútbol sala femenino de la Conmebol. 
Este torneo es celebrado cada 2 años con la participación de los 10 países que conforman la confederación: Argentina, Bolivia, Brasil, Chile, Colombia, Ecuador, Paraguay, Perú, Uruguay y Venezuela.
A partir de la edición del 2015 pasa a ser llamada CONMEBOL Copa América Femenina de Futsal, y a partir del 2023 como CONMEBOL Copa América Futsal Femenina.
En la fase final, se juegan semifinales, donde clasifican los 2 primeros de cada grupo. Los terceros de estos dos grupos, pasan a jugarse un partido por el quinto puesto.

## Ediciones
| Años          | Sedes        | Campeón  | Resultado | Subcampeón | Tercer lugar | Resultado      | Cuarto lugar |
| ------------- | ------------ | -------- | --------- | ---------- | ------------ | -------------- | ------------ |
| 2005 Detalles | Barueri      | Brasil   | 13:0      | Ecuador    | Argentina    | 1:0            | Uruguay      |
| 2007 Detalles | Guayaquil    | Brasil   | 6:2       | Colombia   | Venezuela    | 4:2            | Uruguay      |
| 2009 Detalles | Campinas     | Brasil   | 7:1       | Colombia   | Venezuela    | 6:2            | Perú         |
| 2011 Detalles | Maracay      | Brasil   | 8:1       | Argentina  | Paraguay     | 4:2            | Venezuela    |
| 2015 Detalles | Canelones    | Colombia | 4:2       | Uruguay    | Chile        | 5:3            | Argentina    |
| 2017 Detalles | Las Piedras  | Brasil   | 3:0       | Colombia   | Argentina    | 3:0            | Venezuela    |
| 2019 Detalles | Luque        | Brasil   | 4:1       | Argentina  | Colombia     | 2:1            | Paraguay     |
| 2023 Detalles | Buenos Aires | Brasil   | 2:0       | Argentina  | Colombia     | 0:0 (7-6) (p.) | Venezuela    |
| 2025 Detalles | Sorocaba     | Brasil   | 3:0       | Argentina  | Colombia     | 4:1            | Paraguay     |

## Palmarés
En cursiva, se indica el torneo en que el equipo fue local.
| Equipos   | Campeón                                            | Subcampeón                 | Tercer lugar         | Cuarto lugar         |
| --------- | -------------------------------------------------- | -------------------------- | -------------------- | -------------------- |
| Brasil    | 8 (2005, 2007, 2009, 2011, 2017, 2019, 2023, 2025) |                            |                      |                      |
| Colombia  | 1 (2015)                                           | 3 (2007, 2009, 2017)       | 3 (2019, 2023, 2025) |                      |
| Argentina |                                                    | 4 (2011, 2019, 2023, 2025) | 2 (2005, 2017)       | 1 (2015)             |
| Uruguay   |                                                    | 1 (2015)                   |                      | 2 (2005, 2007)       |
| Ecuador   |                                                    | 1 (2005)                   |                      |                      |
| Venezuela |                                                    |                            | 2 (2007, 2009)       | 3 (2011, 2017, 2023) |
| Paraguay  |                                                    |                            | 1 (2011)             | 2 (2019, 2025)       |
| Chile     |                                                    |                            | 1 (2015)             |                      |
| Perú      |                                                    |                            |                      | 1 (2009)             |

## Desempeños
| AñosEquipos | 2005 (6) | 2007 (7) | 2009 (7) | 2011 (9) | 2015 (6) | 2017 (10) | 2019 (10) | 2023 (10) | 2025 (10) |   | Parts. ⁄5 |
| ----------- | -------- | -------- | -------- | -------- | -------- | --------- | --------- | --------- | --------- | - | --------- |
| Argentina   | 3º       | 6º       | 5º       | 2º       | 4º       | 3º        | 2º        | 2º        | 2º        | 9 |           |
| Bolivia     | x        | x        | 6°       | x        | x        | 8°        | 6°        | 7°        | 9°        | 5 |           |
| Brasil      | 1º       | 1º       | 1º       | 1º       | x        | 1º        | 1º        | 1º        | 1º        | 8 |           |
| Chile       | x        | x        | x        | 8°       | 3º       | 10°       | 10°       | 8°        | 8°        | 6 |           |
| Colombia    | x        | 2º       | 2º       | 5°       | 1º       | 2º        | 3º        | 3º        | 3º        | 8 |           |
| Ecuador     | 2º       | 5º       | x        | 7º       | x        | 5°        | 7°        | 9°        | 6°        | 7 |           |
| Paraguay    | 6°       | x        | x        | 3º       | 5°       | 7°        | 4º        | 5°        | 4º        | 7 |           |
| Perú        | 5°       | 7º       | 4º       | 9º       | 6°       | 9°        | 8°        | 10°       | 10°       | 9 |           |
| Uruguay     | 4º       | 4º       | 7º       | 6º       | 2º       | 6º        | 5°        | 6°        | 5°        | 9 |           |
| Venezuela   | x        | 3º       | 3º       | 4º       | x        | 4º        | 9°        | 4º        | 7°        | 7 |           |

### Simbología
| - 1º – Campeón - 2º – Finalista - 3º – 3º Lugar - 4º – 4º Lugar | - 5º–10º – Quinto al décimo lugar - × – No participó - q – Clasificado - – Anfitrión |